# Indijska pustinjska mačka
Indijska pustinjska mačka (lat. Felis silvestris ornata) ili azijska stepska mačka je podvrsta divlje mačke koja živi u Aziji. 
Od slične afričke divlje mačke razlikuje se drugačijim uzorkom na krznu, koje je više pjegasto, dok je kod afričkih prugasto. Nastanjuje područja od Bliskog istoka sve do zapadne Indije, pa dalje do sjeverozapadne Kine i Mongolije. Granica između europske i ove divlje mačke je Kavkaz. 
Veličine je kao domaća mačka. Blijedožutog je tijela s crnim točkama. Trenutno se ovu vrstu mačaka smatra ugroženom do mjere da je uvrštena u Washingtonski sporazum o zaštiti vrsta, djelomice iz razloga zbog potražnje za njenim cijenjenim krznom.